# Maurice Maignen
Jules Charles Maurice Maignen (1822-1890), Frère de Saint-Vincent-de-Paul, est le fondateur avec Albert de Mun de l'Œuvre des cercles catholiques d’ouvriers, association visant à rechristianiser les milieux populaires et éviter un nouveau drame comme celui de la Commune de Paris.

## Biographie
Maurice Maignen naît en 1822 dans une famille royaliste de la bourgeoisie moyenne d’avant la Révolution. Son père, à la fois poète et peintre, a réussi le concours de l'École des Beaux-Arts, en 1813, avant d'entrer à la Maison militaire du roi, comme garde du corps, où il a pour compagnons Alphonse de Lamartine et Alfred de Vigny.
La scolarité de Maurice Maignen ne dure elle que six ans. A quinze ans, il doit subvenir aux besoins de sa famille, en raison d'une maladie de son père. Pour gagner sa vie, il doit en 1840 entrer aux Compagnie du chemin de fer de Paris à Saint-Germain, fondée cinq ans plus tôt par les Frères Pereire, où il reste jusqu’en 1843, avant de devenir dessinateur au Ministère de la Guerre. Il fonde à Paris la Congrégation des Frères de Saint Vincent de Paul, pour être un « religieux laïque » au service des plus démunis.
Il fonde en 1855, à l'âge de 33 ans, une « association des jeunes ouvriers », qui devient en 1855 le « cercle des jeunes ouvriers », plus connu sous le nom de Cercle Montparnasse.
Le 31 août 1858, quelques pères, directeurs des œuvres de patronage purement locales, se réunissent invités par l'un d'eux qui habite Angers, l'abbé Le Boucher, fondateur en 1855 de la revue Jeune ouvrier. Ils passent plusieurs jours à s'entretenir de leurs œuvres naissantes et échangent leurs expériences. La revue à laquelle beaucoup étaient abonnés était un organe de liaison entre eux. Le Congrès choisit un nom commun pour la réunion de toutes ces œuvres de patronage : Société des jeunes ouvriers. Les buts poursuivis mis en avant sont « faire de bons chrétiens » et secondairement, proposer une « récréation honnête », soit « prier et jouer » et c'est sous l'intervention de Maurice Maignen, qu'on ajoute les préoccupations plus sociales d'éducation populaire et d'amélioration matérielle du sort de ces jeunes ouvriers.
En 1871, un soir d’hiver, il rencontre deux officiers, anciens prisonniers en Allemagne, Albert de Mun et René de La Tour du Pin, qui seront ses amis jusqu’à sa mort en décembre 1890 et avec qui il décide la fondation de l’Œuvre des cercles catholiques d’ouvriers. C’est à partir de ce moment-là que germe dans son esprit l’idée d'une contre-société sur le modèle corporatiste. Il sera en particulier l’inspirateur des principaux discours d’Albert de Mun.
Au Congrès de Nevers de septembre 1871 présidé par l'abbé Le Boucher, il est décidé de former l'Union des Œuvres ouvrières catholiques de France. Elle devait se retrouver dans des congrès annuels et regrouper la multitude d’œuvres en une seule et vaste institution de « compagnonnage chrétien ». Cette union est en fait extrêmement lâche, le mot fédération ayant été rejeté, chaque œuvre particulière conservant son nom et ses règlements. Deux mois après, Maurice Maignen et Albert de Mun, présents à Nevers, posent les bases de ce qui devient L’Œuvre des cercles catholiques d'ouvriers qui au lieu de réunir par un lien des œuvres très diverses, va reproduire à un grand nombre d'exemplaires le Cercle des Jeunes ouvriers du boulevard du Montparnasse. 
Les deux organisations vont coexister, Albert de Mun et Léon Harmel participent aux congrès de l'Union de Poitiers de 1872, à celui de Lyon de 1874. L'Œuvre des Cercles catholiques d'ouvriers fondée fin 1871 avec Albert de Mun se différencie des œuvres de patronage précédentes en ce que l'action s'adresse non seulement aux jeunes apprentis, mais aussi aux ouvriers parvenus à l'âge d'homme et à qui plus d'autonomie est accordée.
Maurice Maignen était l'oncle de Charles Maignen.

## Œuvres
Maurice Maignen est l'auteur de Notice sur l'abbé Henri Planchat (1871). Cet ouvrage a été traduit en anglais (Sketch of the Life of Henri Planchat) et d'autres langues.
Il est également l'auteur d'une biographie Le Prêtre du peuple ou la vie d'Henri Planchat, Paris (1877), G. Téqui, 6 éd. (1883), à propos du P. Henri Planchat, prêtre de la congrégation des frères de Saint Vincent de Paul, aumônier du patronage des apprentis et des jeunes ouvriers de Sainte-Anne, à Charonne, otage de la Commune, fusillé à Belleville, le 26 mai 1871 in odium fidei. 
Le R. P. Maignen est également l'auteur de Jean-Léon Le Prévost, fondateur de la congrégation des frères de Saint Vincent de Paul, éd. Desclée de Brouwer.